# طقسوس برقوقي أوليفري
طقسوس برقوقي أوليفري (الاسم العلمي:Cephalotaxus oliveri) هو نوع من النباتات يتبع جنس الطقسوس البرقوقي من الفصيلة الطقسوسية.